# Хилман (тауншип, округ Канейбек, Миннесота)
Хилман (англ. Hillman) — тауншип в округе Канейбек, Миннесота, США. На 2000 год его население составило 384 человека.

## География
По данным Бюро переписи населения США площадь тауншипа составляет 95,7 км², из которых 95,3 км² занимает суша, а 0,4 км² — вода (0,41 %).

## Демография
По данным переписи населения 2000 года здесь находились 384 человека, 165 домохозяйств и 116 семей. Плотность населения — 4,0 чел./км². На территории тауншипа расположено 215 построек со средней плотностью 2,3 построек на один квадратный километр. Расовый состав населения: 95,31 % белых, 1,30 % коренных американцев, 2,08 % азиатов, 0,52 % — других рас США и 0,78 % приходится на две или более других рас. Испанцы или латиноамериканцы любой расы составляли 2,86 % от популяции тауншипа.
Из 165 домохозяйств в 24,8 % воспитывались дети до 18 лет, в 60,6 % проживали супружеские пары, в 6,7 % проживали незамужние женщины и в 29,1 % домохозяйств проживали несемейные люди. 24,2 % домохозяйств состояли из одного человека, при том 11,5 % из — одиноких пожилых людей старше 65 лет. Средний размер домохозяйства — 2,33, а семьи — 2,73 человека.
19,8 % населения — младше 18 лет, 7,3 % — в возрасте от 18 до 24 лет, 25,5 % — от 25 до 44, 30,7 % — от 45 до 64, и 16,7 % — старше 65 лет. Средний возраст — 44 года. На каждые 100 женщин приходилось 113,3 мужчин. На каждые 100 женщин старше 18 приходилось 104,0 мужчин.
Средний годовой доход домохозяйства составлял 39 375 долларов, а средний годовой доход семьи — 44 000 долларов. Средний доход мужчин — 30 729 долларов, в то время как у женщин — 22 813. Доход на душу населения составил 16 715 долларов. За чертой бедности находились 7,6 % семей и 12,9 % всего населения тауншипа, из которых 16,1 % младше 18 и 23,3 % старше 65 лет.